# میریام هاری
میریام هاری (فرانسوی: Myriam Harry‎; زاده ۲۱ فوریهٔ ۱۸۶۹ - درگذشته ۱۰ مارس ۱۹۵۸) نویسنده و سفرنامه‌نویس زن اهل فرانسه که برای نگارش کتاب «فتح اورشلیم» La Conquête de Jérusalem برنده جایزه فمینا در سال ۱۹۰۴ شد

## زندگی‌نامه
میریام هاری در ۲۱ فوریه ۱۸۶۹ در اورشلیم به دنیا آمد. او دوران کودکی را در زادگاهش به‌سر برد. میریام عاشق مشرق زمین، خصوصاً زادگاهش اورشلیم و لبنان و سوریه بود و بیش از نیمی از زندگی خود را در کشورهای اسلامی، عربستان و آفریقا گذرانید. او سفری هم به ایران کرد و آثار تاریخی اصفهان و شیراز در وی تأثیری بسزایی بخشید. جایزه فمینا که توسط ۲۲ نویسندهٔ مجله «La Vie Heureude» به نویسنده‌ای داده می‌شود، بخاطر او بنیان‌گذاری شد و به سال ۱۹۰۴ برای نخستین بار به وی تعلق گرفت. میریام هاری در ۱۰ مارس ۱۹۵۸ در نوی-سور-سن واقع در حومه پاریس در گذشت.

## کتابشناسی
از آثار او می‌توان: دختر بچهٔ اورشلیم، فتح اورشلیم، شاهزاده خانم فیروز، زنان ایران، زندگی ژول لمتر و آمینه کبوتر حرم نام برد.